# Frieder Hepp
Frieder Hepp (* 1957 in Hardheim) ist ein deutscher Historiker und Direktor des Kurpfälzischen Museums Heidelberg.

## Leben
Im Jahre 1976 bestand Frieder Hepp das Abitur am Dietrich-Bonhoeffer-Gymnasium in Wertheim und studierte dann an der Ruprecht-Karls-Universität Heidelberg Geschichte, Erziehungs- und politische Wissenschaften sowie Germanistik. Nach dem 1. und 2. Staatsexamen für das Lehramt am Gymnasium war er von 1984 bis 1986 als Lehrer unter anderem in Hockenheim, Sandhausen und Wiesloch tätig. Danach wechselte er als Museumspädagoge in das Heidelberger Kurpfälzische Museum. Ab 1990 leitete er die Abteilungen Stadtgeschichte und Museumspädagogik. Im Jahre 1992 wurde Hepp an der Pädagogischen Hochschule Heidelberg mit einer Dissertation zum Thema Religion und Herrschaft in der Kurpfalz um 1600. Aus der Sicht des Heidelberger Kirchenrates Dr. Marcus zum Lamm (1544–1606) promoviert. 1997 wurde er stellvertretender Leiter des Museums.
Er leitete das Museum zweimal kommissarisch, von Januar 1997 bis September 1998 und von Oktober 2001 bis zur offiziellen Ernennung zum Museumsdirektor 2002. Seit dem 1. Juli 2002 ist er der Leitende Museumsdirektor des Kurpfälzischen Museums Heidelberg und Sammlungsleiter für die Bereiche Stadtgeschichte und Skulpturen. Im Juni 2008 ernannte ihn die Ruprecht-Karls-Universität Heidelberg zum Honorarprofessor. Seine Forschungsschwerpunkte sind Kunst- und Kulturgeschichte der Kurpfalz, Religion und Politik in der Frühen Neuzeit sowie Bilderfragen in Geschichte und Politik.
Von 2001 bis 2008 war er Vorstand des Vereins Alt Heidelberg, von 2016 bis 2022 Mitglied im Wissenschaftlichen Beirat der Heidelberg School of Education. Seit 2003 ist er Mitglied im Sachverständigenausschuss der Industrie- und Handelskammer Rhein-Neckar, seit 2007 ordentliches Mitglied der Kommission für geschichtliche Landeskunde in Baden-Württemberg, seit 2010 Ehrensenator der Perkeo-Gesellschaft Heidelberg 1907 und seit 2022 Advisory Council Member of The Mark Twain House & Museum in Hartford Connecticut.
Frieder Hepp ist verheiratet und hat eine erwachsene Tochter.